# Juan Carlos Buzzetti
Juan Carlos Buzzetti (Montevideo, 26 febbraio 1945) è un allenatore di calcio uruguaiano.

## Carriera
Dal 1981 al 1999 ha lavorato come allenatore in seconda delle Nazionali Under-17 ed Under-20 dell'Australia.
Dal gennaio del 2000 al luglio del 2004 ha allenato la Nazionale di Vanuatu, con la quale ha preso parte a tre edizioni consecutive della Coppa delle nazioni oceaniane: sia nel 2000 che nel 2002 la sua squadra ha terminato la manifestazione al quarto posto, mentre nell'edizione del 2004, strutturata con un girone unico con partite di andata e ritorno che andavano dal 29 maggio al 12 ottobre 2004, ha perso 4 delle 5 partite giocate (vincendo solo contro la Nuova Zelanda) non qualificandosi per la finale.
Dal luglio del 2006 al giugno del 2009 ha allenato la Nazionale figiana: durante questo periodo ha ottenuto un secondo posto nei Giochi del Pacifico del 2007 ed un terzo posto nella Coppa delle nazioni oceaniane 2008. Dopo aver allenato per due anni in squadre di club di Vanuatu, dal gennaio del 2011 al 15 ottobre 2015 ha nuovamente allenato la Nazionale figiana, con cui ha ottenuto due quarti posti consecutivi nelle edizioni del 2011 e del 2015 dei Giochi del Pacifico ed ha partecipato alla Coppa delle nazioni oceaniane 2012, nella quale le Isole Figi sono state eliminate al termine della fase a gironi. Oltre ad allenare la Nazionale maggiore, dal luglio del 2014 al 15 ottobre 2015 ha anche allenato la Nazionale Under-23 delle Isole Figi, con cui ha ottenuto la qualificazione alle Olimpiadi del 2016.